# 3phase
3phase (bürgerlich Sven Röhrig; * 1965) ist ein deutscher Acid- und Detroit-Techno-Musiker und Produzent.  Als 3 Minute Tantra und Motormusik veröffentlichte er weitere eigene Titel.

## Leben
3phase wurde vor allem durch die Single Der Klang der Familie bekannt, die er zusammen mit Loveparade-Mitbegründer Dr. Motte produzierte. Der Song galt als inoffizielle Hymne der Loveparade und wurde mehrfach zum Abschluss der Veranstaltung gespielt. Das zugehörige offizielle Musikvideo wurde aus Zusammenschnitten des Ereignisses, gemischt mit Computeranimationen, erstellt. Das Stück wurde Ende 1991 produziert und auf Tresor Records DE, Novamute UK und Transmat USA veröffentlicht. Ebenfalls bekannt ist 3phase durch seine auf Tresor Records und Nova Mute veröffentlichten Alben und Singles. Röhrig war des Weiteren in mehreren Bands aktiv. Sein musikalisches Debüt hatte er 1983 auf dem Label Zyklus Records mit dem Mixtape Instructions, das er unter dem Namen Tox Movement herausbrachte. Das erste Album mit dem Namen Taste The Lash veröffentlichte er mit seiner damaligen Band Boom Factory im Jahr 1989. Die erste Solo-Single unter dem Namen 3phase erschien 1992 auf Planet Records Berlin und trägt den Namen The Sun.

## Diskografie
An dieser Stelle sind nur Erstveröffentlichungen unter den Namen 3phase und anderen Soloprojekten berücksichtigt. Produktionen für andere Künstler, Remixe und Veröffentlichungen mit Bands sind hier nicht aufgelistet.

### Alben
- 1992: Schlangenfarm – Tresor Records
- 1994: Straight Road – Tresor Records
- 1996: Early Worx In Electronic Music Volume One – Push Records

### Mixtapes
- 1983: Instructions – Zyklus Records

### Singles und LPs
- 1992: The Sun – Planet Records Berlin
- 1992: Open Your Mind – Space Teddy
- 1992: Der Klang der Familie (feat. Dr. Motte) – Tresor Records
- 1993: Steamm – D’Vision
- 1993: Rota – Novamute
- 1993: Current 1 – Tresor Records
- 1993: Das Rennen – Tresor Records
- 1993: The Camonist (feat. Dr. Motte) – Pow Wow Records
- 1994: Skydiver – The Spacefrogs
- 1995: Dream Machine – Natural Bridge
- 1995: Bass Overload – Low Spirit
- 1995: Voo Doo Pop – Mute Records
- 1995: Early Sun – Volume Records
- 1996: Early Worx – Push Records
- 1998: Kong – Nova Mute
- 1998: Snafu Sessions – Nova Mute
- 2000: Home Clinic – Time Unlimited
- 2005: Holzkopf EP – Toktok Records